# Zu Xin
Zu Xin (祖辛) (siglo XIV a.  C.) fue un rey de China de la  dinastía Shang.
En las Memorias históricas, Sima Qian le coloca en el puesto decimocuarto de la lista de reyes Shang, sucediendo a su padre,  Zu Yi (祖乙). Fue entronizado en el año de Wuzi (戊子), con Bi (庇) como su capital. Gobernó alrededor de 16 años, antes de su muerte (los Anales de Bambú dan 14 años). Se le dio el nombre póstumo de Zu Xin, y fue sucedido por su hermano menor, Wo Jia (沃甲).
Inscripciones sobre huesos oraculares desenterrados en Yinxu dan como dato alternativo que fue el decimotercer rey de la lista de reyes Shang.